# Mechanical Wonder
Mechanical Wonder è il quinto album in studio del gruppo rock britannico Ocean Colour Scene, pubblicato nel 2001.

## Tracce
1. Up on the Downside
2. In My Field
3. Sail on My Boat
4. Biggest Thing
5. We Made It More
6. Give Me a Letter
7. Mechanical Wonder
8. You Are Amazing
9. If I Gave You My Heart
10. Can't Get Back to the Baseline